# Vine (Vojnik)
Vine is een plaats in Slovenië en maakt deel uit van de gemeente Vojnik in de NUTS-3-regio Savinjska. De plaats telde 63 inwoners op 1 januari 2020.